# RAD21
RAD21は、ヒトではRAD21遺伝子にコードされるタンパク質である。RAD21（別名: Mcd1, Scc1, KIAA0078, NXP1, HR21）は必須遺伝子であり、出芽酵母からヒトまで全ての真核生物に進化的に保存されたDNA二本鎖切断修復タンパク質をコードする。RAD21タンパク質はコヒーシンの構造的構成要素であり、コヒーシンは姉妹染色分体間の接着（cohesion）に関与する高度に保存された複合体である。

## 発見
rad21遺伝子は1992年に分裂酵母Schizosaccharomyces pombeのrad21-45変異体の放射線感受性に対する相補性実験から初めてクローニングされ、その後マウスやヒトでもホモログがクローニングされた。ヒトのRAD21遺伝子は8番染色体の長腕8q24.11に位置する。1997年、RAD21は染色体上のコヒーシン複合体の主要な構成要素であることが発見され、中期から後期への移行時にシステインプロテアーゼであるセパラーゼによる切断されることで姉妹染色分体の分離、そして染色体分離が引き起こされる。

## 構造
RAD21は、α-Kleisinと呼ばれるスーパーファミリーに属する核内リン酸化タンパク質である。そのサイズはニホンヤモリGekko japonicusの278アミノ酸からシャチOrcinus orcaの746アミノ酸まで幅があるが、ヒトを含む大部分の脊椎動物では長さの中央値は631アミノ酸である。RAD21タンパク質はN末端とC末端が最も保存されており、それぞれSMC3、SMC1と結合する。RAD21中央部のSTAGドメインはSCC3（SA1/SA2）に結合し、この領域も保存されている。また、核局在シグナルやacidic-basic stretch、acidic stretchと呼ばれる領域も存在し、こうした配列の存在はクロマチンに結合する役割と符合している。RAD21は、有糸分裂時のセパラーゼやカルシウム依存性システインエンドペプチダーゼカルパイン1、アポトーシスの際のカスパーゼなど、いくつかのプロテアーゼによる切断を受ける。

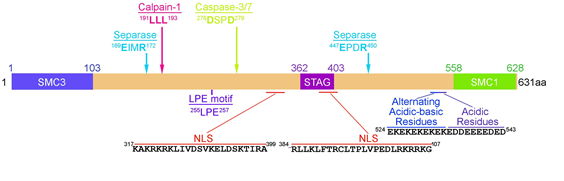
ヒトのRAD21の構造的特徴。RAD21にはSMC3（1–103番）、STAG1/2（362–403番）、SMC1A（558–628番）と相互作用するドメインが存在する。LPEモチーフ（255–257番）はセパラーゼによる迅速かつ特異的な切断に必要である。また、cNLS Mapperによって2つの双節型核局在シグナル（NLS、317–339番と384–407番）の存在が予測されている。さらに、酸性残基と塩基性残基が交互に並んだacidic-basic residues stretch（524–533番）、酸性残基が並んだacidic residues stretch（534–543番）、2つのセパラーゼ切断部位（ExxR）、1つのカルパイン1切断部位（LLL）、1つのカスパーゼ-3/7切断部位（DxxD）が存在する。図中の残基番号はヒトRAD21のものであり、矢印は切断部位を示している。

## 相互作用
RAD21はV字型のSMC1-SMC3ヘテロ二量体と結合して三者からなるリング状構造を形成し、その後SCC3（SA1/SA2）をリクルートする。この四者複合体がコヒーシン複合体と呼ばれる。現在、姉妹染色分体の接着機構には主に2つの競合するモデルが存在する。1つはone-ring embrace modelなどと呼ばれ、もう1つはdimeric handcuff modelなどと呼ばれるものである。One-ring embrace modelは、2つの姉妹染色分体が1つのコヒーシンリング内に共にトラップされることを仮定しているのに対し、handcuff modelは各染色分体が個別にトラップされることを提唱している。Handcuff modelでは、各リングは1組のRAD21、SMC1、SMC3分子から構成される。SA1もしくはSA2によって2分子のRAD21が逆平行方向に結合することで、handcuff構造が確立されるとされている。

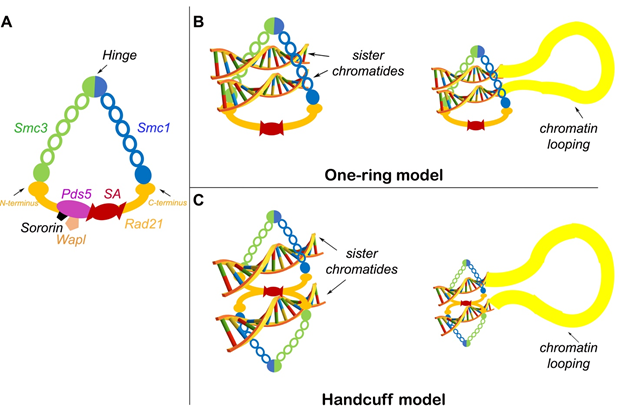
コヒーシン複合体と姉妹染色分体間接着のモデル。(A) コヒーシンは、RAD21、SMC1、SMC3、SAタンパク質（SA1もしくはSA2）という4つのコア構造サブユニットから構成される。PDS5、WAPL、Sororinはコヒーシン結合タンパク質である。Sororinは酵母では見つかっていない。(B, C) One-ring model (B) とHandcuff model (C)。

RAD21のN末端ドメインには2本のαヘリックスが存在し、SMC3のコイルドコイルと3ヘリックスバンドルを形成する。RAD21の中央領域は大部分が構造をとらないと考えられているが、SA1またはSA2の結合部位、セパラーゼやカスパーゼの認識モチーフ、カルパインの切断モチーフ、PDS5A、PDS5B、NIPBLの競合的結合領域など、コヒーシンの調節因子の結合部位がいくつか含まれている。RAD21のC末端ドメインはwinged helixを形成し、SMC1のヘッドドメインの2本のβシートに結合する。
WAPLはSMC3-RAD21相互作用面を開いてDNAからコヒーシンを解放し、DNAのコヒーシンリングの通過を可能にする。この相互作用面の開放は、SMCサブユニットへのATP結合によって調節されている。ATPの結合によってヘッドドメインは二量体化してSMC3のコイルドコイルが変形し、コイルドコイルに対するRAD21の結合が妨げられる。

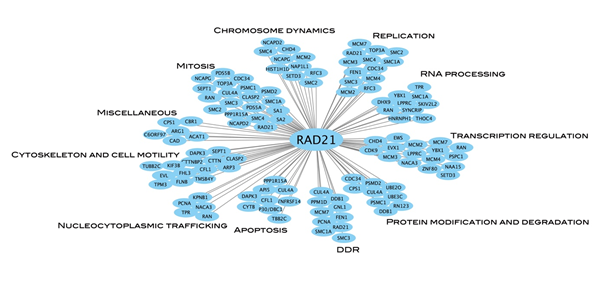
RAD21相互作用因子の機能的分類。Panigrahi et al.のデータの Cytoscapeによる出力。細胞過程ごとにクラスタリングされている。

RAD21との相互作用因子として合計で285種類の因子が報告されており、これらは有糸分裂、アポトーシスの調節、染色体ダイナミクス、染色体接着、複製、転写調節、RNAプロセシング、DNA損傷応答、タンパク質の修飾と分解、細胞骨格や運動性など多岐にわたる細胞過程で機能するものである。

## 機能

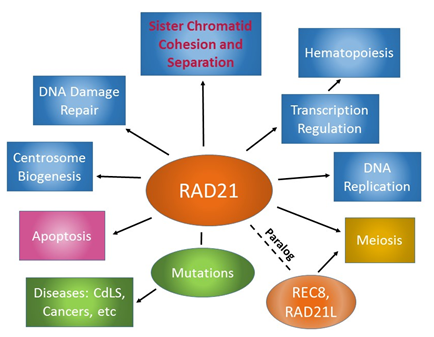
RAD21はSMC1、SMC3、STAG1/2とともにコヒーシン複合体を形成し、さまざまな正常細胞過程（青）で機能する。RAD21の典型的な役割は、姉妹染色分体の接着と分離である。その他の役割としては、DNA損傷修復、転写調節、DNA複製、中心体生合成などがある。RAD21の変異によってその機能が破壊された場合には、疾患が引き起こされる（緑）。カスパーゼによって切断されたRAD21断片は、アポトーシスを促進する（紫）。REC8とRAD21Lは脊椎動物におけるRAD21のパラログであり、減数分裂において特異的に機能する（茶）。

RAD21は、多様な細胞機能において複数の生理的役割を果たしている。RAD21はコヒーシン複合体のサブユニットとして、S期におけるDNA複製から有糸分裂時の染色体分離まで、姉妹染色分体の接着に関与している。この機能は進化的に保存されており、適切な染色体分離、染色体構造、複製後のDNA修復、反復領域間での不適切な組換えの防止に必要不可欠である。また、RAD21は有糸分裂時の紡錘体極の組み立てや、アポトーシスの進行にも関与している可能性がある。間期においては、コヒーシンはゲノム内の多数の部位に結合することで遺伝子発現の制御に機能している可能性がある。RAD21はコヒーシン複合体の構造的構成要素として、クロマチンと関連した機能にも寄与している。そうした機能には、DNA複製、DNA損傷応答、そして最も重要なものとして転写調節が含まれている。近年の多くの機能研究やゲノム研究により、染色体上のコヒーシンタンパク質が造血系遺伝子の発現の重要な調節因子であることが示唆されている。
RAD21はコヒーシン複合体の一部として、次のような遺伝子調節機能を果たす。
1. CTCFとの相互作用によるアレル特異的転写[50][51][52][56][64][65]
2. 組織特異的転写因子との相互作用による組織特異的転写[52][66][67][68][69][70]
3. 基本転写装置とのコミュニケーションによる一般的な転写進行[53][69][71][72]
4. 多能性因子（Oct4、Nanog（英語版）、Sox4（英語版）、KLF2（英語版））とのCTCF非依存的な共局在

RAD21はCTCFや組織特異的転写因子、基本転写装置と協働して転写を動的に調節する。また適切に転写を活性化するために、クロマチンのループ構造を形成して2つの離れた領域を近接させる。また、コヒーシンは転写抑制を保証するための転写インスレーターとしても機能する。転写を促進するエンハンサーや転写を遮断するインスレーターは染色体上の保存された調節エレメント（conserved regulatory element：CRE）に位置し、コヒーシンは遺伝子プロモーターと離れた位置にあるCREを物理的に連結することで、細胞種特異的な転写調節を行っていると考えられている。
減数分裂時には、REC8が発現してコヒーシン複合体中のRAD21に置き換わる。REC8を含むコヒーシンは相同染色体間や姉妹染色分体間の接着を形成し、この接着は哺乳類の卵母細胞の場合には何年もの間持続する。RAD21LもRAD21のパラログであり、減数分裂期の染色体分離に関与している。RAD21Lを含むコヒーシン複合体の主要な役割は相同染色体間のペアリングとシナプシスであり、姉妹染色分体の接着ではない。一方、REC8は姉妹染色分体の接着に機能している可能性が高い。パキテン期の終盤にはRAD21Lの消失と共にRAD21が染色体上に出現し、そしてジプロテン期以降には大部分が解離する。こうした第一分裂前期終盤に一過的に出現するRAD21による接着の機能は不明である。
生殖細胞系列でのRAD21のヘテロ接合型もしくはホモ接合型のミスセンス変異はコルネリア・デランゲ症候群 やMungan症候群といった遺伝疾患と関係しており、こうした疾患は総称してコヒーシノパチー（cohesinopathy）と呼ばれている。RAD21の体細胞変異や増幅はヒトの固形腫瘍と造血系腫瘍の双方で広く報告されている。